# 上海紀事 (1928年電影)
《上海紀事》（俄语：Шанхайский документ），是一部在1928年上映的蘇聯黑白無聲紀錄片，講述國民革命軍北伐末期上海的形勢和民生。

## 內容
《上海紀事》反映了1927年國民革命軍北伐末期的上海。在第一次国共合作高潮之时，中國共產黨发动上海工人武装起义，驱逐军阀、迎接北伐军。但之后国共合作破裂，大批共產黨員遭国民党處決；此電影以布尔什维克的觀察角度，紀錄了上海工人三次武裝起義、四一二事件等歷史事件。片中有不少历史镜头，例如国民党左派女黨員何香凝、共產黨員邓中夏、共产国际驻华代表罗易的演講片段，以及共產黨人在四一二事件後遭到槍決的經過。
除了政治事件外，《上海紀事》展示了上海人民的生活，街上有各式各樣的賣藝表演，菜市场內有很多民眾購買大闸蟹等食物，人們仍然用铜板和银元交易。電影也對比了中國資產階級、英國剝削者與中國工人和農民的生活：租界裡的外國人有理想的住屋，還可以賭博，时尚人士則穿着西装，享受跳舞、駕车、攝影等娛樂；而中國居民則顯得貧困，工人的工作環境惡劣。

## 製作
蘇聯当时以中國國民黨為其主要對外援助對象，向國民黨提供財政支援、軍備和顧問，從而支持北伐；由於北伐進度理想，上海預料會在1927年春天被北伐軍攻克，蘇聯便派員來華拍攝此電影，從而拍下北伐勝利。當時，製作一部長達52分鐘的電影並非容易；製作人員在1927年春夏來到中國上海，拍攝完成後回到蘇聯進行剪輯等工作，最終在1928年完成《上海纪事》的製作。

## 反響
由於《上海纪事》是以布尔什维克的觀察角度來拍摄的，此電影在国民党统治下的中華民國被當局禁止公开上映；但是，無聲電影在1949年中華人民共和國成立後已經沒落，《上海纪事》也因此沒有被引进中國放映。
有評論讚揚《上海纪事》全面地描繪上海的面貌。在记录歷史方面，《上海纪事》被一些評論認為是共產黨和國民黨兩大衝突方之間的新闻影片，又被形容為一部描寫社會階級差別、记录革命運動的電影。亦有評論批評，《上海纪事》以西方馬克思主義而非中國的現實情況為分析框架，帶有牢固的意識形態。

## 外部連結
- 互联网电影数据库（IMDb）上《上海紀事》的资料（英文）
- 爛番茄上《上海紀事》的資料（英文）
- YouTube上的Шанхайский документ / Shanghai Document / 上海紀事 (1928)